# 塔萊亞鄉 (普拉霍瓦縣)
45°13′N 25°33′E / 45.217°N 25.550°E
塔萊亞鄉（羅馬尼亞語：Comuna Talea, Prahova），是羅馬尼亞的鄉份，位於該國中南部，由普拉霍瓦縣負責管轄，面積25平方公里，海拔高度538米，2007年人口1,152，人口密度每平方公里46人。